# Urat II
Urat II is een bestuurslaag in het regentschap Samosir van de provincie Noord-Sumatra, Indonesië. Urat II telt 1646 inwoners (volkstelling 2010).